# Seznam nejlepších hráčů na mistrovství světa v ledním hokeji
Seznam nejlepších hráčů na jednotlivých postech, od roku 1954 vyhlašovaných direktoriátem mistrovství světa.
| Rok  | Brankář            | Obránce                | Útočník             | Nejužitečnější hráč |
| ---- | ------------------ | ---------------------- | ------------------- | ------------------- |
| 1954 | Donald Lockhard    | Lars Björn             | Vsevolod Bobrov     |                     |
| 1955 | Donald Rigazio     | Karel Gut              | Bill Warwick        |                     |
| 1956 | Willard Ikola      | Nikolaj Sologubov      | John McKenzie       |                     |
| 1957 | Karel Straka       | Nikolaj Sologubov      | Tumba Johansson     |                     |
| 1958 | Vladimír Nadrchal  | Ivan Tregubov          | Charles Burns       |                     |
| 1959 | Nikolaj Pučkov     | Jean Lamirande         | Robert Cleary       |                     |
| 1960 | Jack McCartan      | Nikolaj Sologubov      | Nisse Nilsson       |                     |
| 1961 | Seth Martin        | Ivan Tregubov          | Vlastimil Bubník    |                     |
| 1962 | Lennart Häggroth   | John Mayasich          | Tumba Johansson     |                     |
| 1963 | Seth Martin        | Roland Stoltz          | Miroslav Vlach      |                     |
| 1964 | Seth Martin        | František Tikal        | Eduard Ivanov       |                     |
| 1965 | Vladimír Dzurilla  | František Tikal        | Vjačeslav Staršinov |                     |
| 1966 | Seth Martin        | Alexandr Ragulin       | Konstantin Loktěv   |                     |
| 1967 | Carl Wetzel        | Vitalij Davydov        | Anatolij Firsov     |                     |
| 1968 | Kenneth Broderick  | Josef Horešovský       | Anatolij Firsov     |                     |
| 1969 | Leif Holmqvist     | Jan Suchý              | Ulf Sterner         |                     |
| 1970 | Urpo Ylönen        | Lennart Svedberg       | Alexandr Malcev     |                     |
| 1971 | Jiří Holeček       | Jan Suchý Ilpo Koskela | Anatolij Firsov     |                     |
| 1972 | Jorma Valtonen     | František Pospíšil     | Alexandr Malcev     |                     |
| 1973 | Jiří Holeček       | Valerij Vasiljev       | Boris Michaljov     |                     |
| 1974 | Vladislav Treťjak  | Lars-Erik Sjöberg      | Václav Nedomanský   |                     |
| 1975 | Jiří Holeček       | Pekka Marjamäki        | Alexander Jakušev   |                     |
| 1976 | Jiří Holeček       | František Pospíšil     | Vladimír Martinec   |                     |
| 1977 | Göran Högosta      | Valerij Vasiljev       | Helmuts Balderis    |                     |
| 1978 | Jiří Holeček       | Vjačeslav Fetisov      | Marcel Dionne       |                     |
| 1979 | Vladislav Treťjak  | Valerij Vasiljev       | Boris Michaljov     |                     |
| 1981 | Vladislav Treťjak  | Larry Robinson         | Alexandr Malcev     |                     |
| 1982 | Jiří Králík        | Vjačeslav Fetisov      | Viktor Šalimov      |                     |
| 1983 | Vladislav Treťjak  | Vjačeslav Fetisov      | Jiří Lála           |                     |
| 1985 | Jiří Králík        | Vjačeslav Fetisov      | Sergej Makarov      |                     |
| 1986 | Peter Lindmark     | Vjačeslav Fetisov      | Vladimir Krutov     |                     |
| 1987 | Dominik Hašek      | Craig Hartsburgh       | Vladimir Krutov     |                     |
| 1989 | Dominik Hašek      | Vjačeslav Fetisov      | Brian Bellows       |                     |
| 1990 | Artūrs Irbe        | Michail Tatarinov      | Steve Yzerman       |                     |
| 1991 | Markus Ketterer    | James Macoun           | Valerij Kamenskij   |                     |
| 1992 | Tommy Söderström   | Róbert Švehla          | Mats Sundin         |                     |
| 1993 | Petr Bříza         | Dmitrij Juškevič       | Eric Lindros        |                     |
| 1994 | Bill Ranford       | Magnus Svensson        | Paul Kariya         |                     |
| 1995 | Jarmo Myllys       | Christer Olsson        | Saku Koivu          |                     |
| 1996 | Roman Turek        | Alexej Žitnik          | Paul Kariya         |                     |
| 1997 | Tommy Salo         | Rob Blake              | Michael Nylander    |                     |
| 1998 | Ari Sulander       | František Kučera       | Peter Forsberg      |                     |
| 1999 | Tommy Salo         | František Kučera       | Saku Koivu          | Teemu Selänne       |
| 2000 | Roman Čechmánek    | Petteri Nummelin       | Miroslav Šatan      | Martin Procházka    |
| 2001 | Milan Hnilička     | Kim Johnsson           | Sami Kapanen        | David Moravec       |
| 2002 | Maxim Sokolov      | Daniel Tjärnqvist      | Niklas Hagman       | Miroslav Šatan      |
| 2003 | Sean Burke         | Jay Bouwmeester        | Mats Sundin         | Mats Sundin         |
| 2004 | Ty Conklin         | Dick Tärnström         | Dany Heatley        | Dany Heatley        |
| 2005 | Tomáš Vokoun       | Wade Redden            | Alexej Kovaljov     | Joe Thornton        |
| 2006 | Johan Holmqvist    | Niklas Kronwall        | Sidney Crosby       | Niklas Kronwall     |
| 2007 | Kari Lehtonen      | Andrej Markov          | Alexej Morozov      | Rick Nash           |
| 2008 | Jevgenij Nabokov   | Brent Burns            | Dany Heatley        | Dany Heatley        |
| 2009 | Andrèj Mezin       | Shea Weber             | Ilja Kovalčuk       | Ilja Kovalčuk       |
| 2010 | Dennis Endras      | Petteri Nummelin       | Pavel Dacjuk        | Dennis Endras       |
| 2011 | Viktor Fasth       | Alex Pietrangelo       | Jaromír Jágr        | Viktor Fasth        |
| 2012 | Ján Laco           | Zdeno Chára            | Jevgenij Malkin     | Jevgenij Malkin     |
| 2013 | Jhonas Enroth      | Roman Josi             | Petri Kontiola      | Roman Josi          |
| 2014 | Sergej Bobrovskij  | Seth Jones             | Viktor Tichonov     | Pekka Rinne         |
| 2015 | Pekka Rinne        | Brent Burns            | Jason Spezza        | Jaromír Jágr        |
| 2016 | Mikko Koskinen     | Mike Matheson          | Patrik Laine        | Patrik Laine        |
| 2017 | Andrej Vasilevskij | Dennis Seidenberg      | Artěmij Panarin     | William Nylander    |
| 2018 | Frederik Andersen  | John Klingberg         | Sebastian Aho       | Patrick Kane        |
| 2019 | Andrej Vasilevskij | Filip Hronek           | Nikita Kučerov      | Mark Stone          |
| 2021 | Cal Peterson       | Moritz Seider          | Peter Cehlárik      | Andrew Mangiapane   |
| 2022 | Jussi Olkinuora    | Mikko Lehtonen         | Roman Červenka      | Jussi Olkinuora     |
| 2023 | Artūrs Šilovs      | MacKenzie Weegar       | John-Jason Peterka  | Artūrs Šilovs       |
| 2024 | Lukáš Dostál       | Roman Josi             | Kevin Fiala         | Kevin Fiala         |
| 2025 | Leonardo Genoni    | Zach Werenski          | David Pastrňák      | Leonardo Genoni     |